# Cremosperma nobile
Cremosperma nobile är en tvåhjärtbladig växtart som beskrevs av Conrad Vernon Morton. Cremosperma nobile ingår i släktet Cremosperma och familjen Gesneriaceae. Inga underarter finns listade i Catalogue of Life.